# دوزینو سن میکله
یک کومونه.
دوزینو سن میکله یک کومونه در ایتالیا است که در استان آسته واقع شده‌است. این کومونه در فاصلهٔ ۲۵ کیلومتر (۱۶ مایل) جنوب‌شرقی تورین و حدود ۲۰ کیلومتر (۱۲ مایل) غرب آسته قرار دارد.